# フルドライブ (漫画)
『フルドライブ』は、小野玄暉による日本の漫画。『週刊少年ジャンプ』（集英社）において、2017年47号から2018年12号まで連載された。

## 登場人物
玉城 弾（たましろ だん）ドイツと日本のハーフで元世界王者の孫。祖父から卓球を学び、凄まじい回転量のループドライブが武器。
白石 真凛（しらいし まりん）天才卓球少女。戦型は前陣速攻性。
菅 彰文（かん あきふみ）大園学園3年。正確無比なオールラウンダ。
バーゲン・ウルフ玉城弾の祖父。ドイツ人。弾が13歳の時に死亡。元世界卓球王者で、5年の現役生活中、4度の世界タイトルを獲得した伝説のプレイヤー。
松崎 徹（まつざきと おる）「月刊卓球王」の編集者。白石真凛の取材担当。

## 反響
本作が「本格的な卓球漫画」であるため、連載が開始された時には期待が寄せられた。「卓球好きからも大好評」で、ヒロインも人気が集められていた。

## 書誌情報
- 小野玄暉『フルドライブ』集英社〈ジャンプ・コミックス〉、全3巻
  1. 2018年2月2日発売[3][4]、ISBN 978-4-08-881336-3
  2. 2018年4月4日発売[5]、ISBN 978-4-08-881408-7
  3. 2018年4月4日発売[6]、ISBN 978-4-08-881482-7